# Earle Bunker

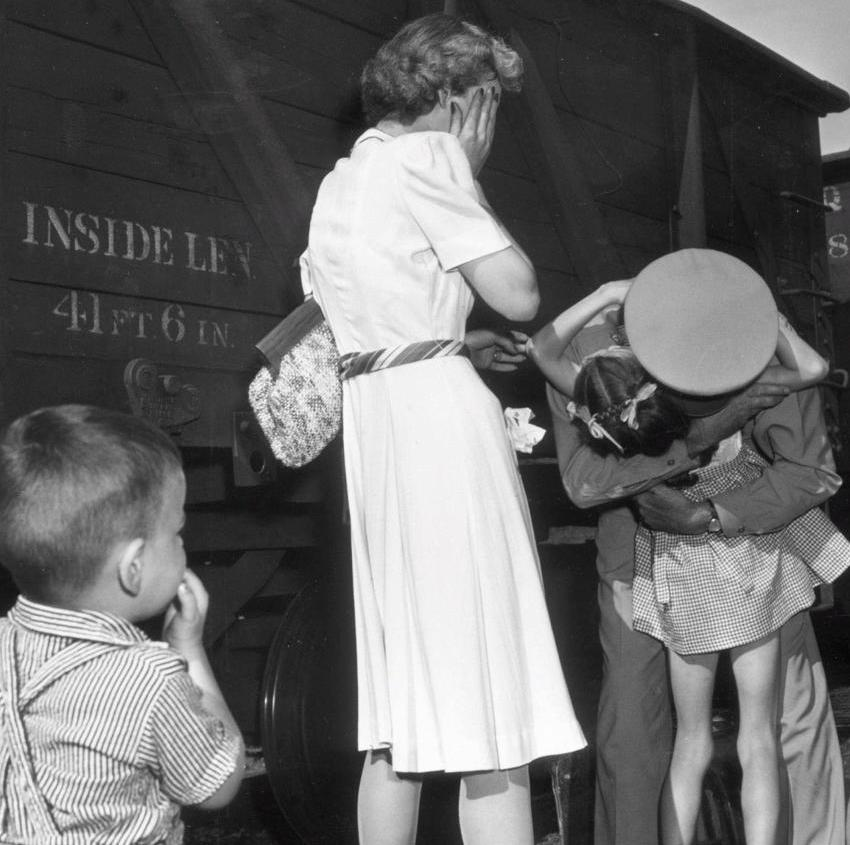
Bunkerova fotografie Návrat domů oceněná Pulitzerovou cenou

Earle L. „Buddy“ Bunker (4. září 1912 – 29. ledna 1975) byl americký fotograf pracující v redakci Omaha World-Herald a jedním ze dvou vítězů Pulitzerovy ceny za fotografii z roku 1944.

## Životopis
Bunker zahájil svou kariéru s Omaha Bee-News v roce 1929. V roce 1937 Bee přestal vycházet, když ji William Randolph Hearst prodal společnosti Omaha World-Herald. Bunker strávil zbytek své kariéry u World-Herald.
Bunker vyhrál Pulitzer za fotografii s názvem Návrat domů, na které je voják z druhé světové války, který se vrátil domů, aby pozdravil svou rodinu. Podplukovník Robert Moore byl vyznamenán Křížem za zásluhy za vedení svého praporu proti tankům Erwina Rommela v severní Africe. Byl pryč od své rodiny šestnáct měsíců. Bunker čekal více než dvacet čtyři hodin, než Moorův vlak dorazil na stanici ve Villisca v Iowě, aby mohl tuto fotografii pořídit.